# ایستگاه راه‌آهن زراعی
ایستگاه راه‌آهن زراعی در خاص‌آباد، آذربایجان غربی واقع شده‌است. این ایستگاه که تحت مالکیت شرکت راه‌آهن جمهوری اسلامی ایران قرار دارد، عمدتاً به روستای خاص‌آباد، روستای همجوار آن سرین‌دیزج و کارخانه تولیدی ایران‌خودرو تبریز خدمات‌رسانی می‌کند.